# 2014年6月逝世人物列表
2014年逝世人物列表：1月 - 2月 - 3月 - 4月 - 5月 - 6月 - 7月 - 8月 - 9月 - 10月 - 11月 - 12月
2014年6月逝世人物列表，是用于汇总2014年6月期间逝世人物的列表。

## 依日期排序

### 30日
- 魏寿昆，107岁，中国科学院院士，冶金物理化学学科创始人之一。[1]
- 周洁，26歲，布偶女孩。[2]
- 聂鑫，34歲，中国大陆女演员。[3]
- 弗蘭克·卡申（Frank Cashen），88歲，美國職棒大聯盟高管（巴尔的摩金莺、紐約大都會）。[4]
- 博比·卡斯蒂略（Bobby Castillo），59歲，美國棒球運動員（洛杉矶道奇、明尼苏达双城），死於癌症。[5]
- 艾華路·科奎拉（西班牙語：Álvaro Corcuera），56歲，墨西哥羅馬天主教主教，死於腦腫瘤。[6]
- 克里斯提安·富勒（德語：Christian Führer），71歲，德國新教牧師，星期一示威發起人，死於呼吸衰竭。[7]
- 彼得羅·馬塔卡（Petero Mataca），81歲，斐濟羅馬天主教大主教。[8]
- 弗蘭克·M·羅賓遜（Frank M. Robinson），87歲，美國科幻小說作家 （页面存档备份，存于）。[9]
- 丹尼·坎寧（Danny Canning），88歲，威爾士足球運動員（斯旺西城）。[10]

### 29日
- 達米恩·德·奧利维哈（Damian D'Oliveira），53歲，南非裔英國板球運動員，死於癌症。[11]
- 德蒙特·希利（Dermot Healy），66歲，愛爾蘭詩人、小說家和劇作家。[12]
- 于天华，47岁，中国公安部情报中心副主任，死於突发疾病[13]。

### 28日
- 米煞·泰勒（Meshach Taylor），67歲，美國演員（《神氣活現》），死於癌症。[14]
- 伊夢蘭，86歲，台灣第一位女性攝影記者，死於心臟病。[15]
- 維西塔桑·羅保（Visitacao Lobo），68歲，印度足球運動員。[16]
- 布賴恩·羅（Brian Roe），75歲，英國板球運動員。[17]

### 27日
- 萊斯利·馬尼加（法語：Leslie Manigat），83歲，前海地總統。[18]
- 伯納德·費迪南·波普（Bernard Ferdinand Popp），97歲，美國羅馬天主教主教，前天主教聖安東尼奧總教區輔理主教。[19]
- 巴比·沃馬克（Bobby Womack），70歲，美國摇滚名人堂節奏藍調歌手、詞曲作者。[20]
- 齋藤晴彥（日語：斎藤 晴彦），73歲，日本演員。[21]
- 埃德蒙·布蘭切特（Edmond Blanchard），60歲，加拿大政治人物及法官。[22]
- 弗萊德·布朗（Fred Brown），70歲，美國政治人物，前阿拉斯加州众议院議員。[23]
- 拉希德·索勒赫（阿拉伯語：رشيد الصلح），88歲，黎巴嫩政治人物，前總理。[24]
- 雷克斯·懷特海德（Rex Whitehead），65歲，澳洲板球裁判。[25]

### 26日
- 伊萬·普柳希（烏克蘭語：Іван Плющ），72歲，烏克蘭政治人物、前烏克蘭共和國最高拉達主席（英语：Chairman of the Verkhovna Rada）。[26]
- 霍華德·貝克（Howard Baker），88歲，美國政治人物，前美国参议院田纳西州代表議員、黨派黨魁（英语：Party leaders of the United States Senate）與白宮幕僚長。[27]
- 鮑伯·米沙克（Bob Mischak），81歲，美國美式足球運動員（纽约巨人、纽约喷气机、奥克兰突袭者）。[28]
- 朱利葉斯·魯德爾（德語：Julius Rudel），93歲，奧地利裔美國歌劇和交響樂指揮。[29]
- 瑪麗·羅傑斯（Mary Rodgers），83歲，美國作曲家和兒童作家。[30]
- 莫瓦西爾·若澤·維蒂（葡萄牙語：Moacyr José Vitti），73歲，巴西羅馬天主教主教，前天主教庫里蒂巴總教區大主教。[31]
- 王榮清，63歲，中华人民共和国民主运动人士。[32]

### 25日
- 安娜·瑪利亞·馬圖特（西班牙語：Ana María Matute），88歲，西班牙作家，米格尔·德·塞万提斯奖2010年得獎人。[33]
- 小川文明（日語：小川 文明），53歲，日本鍵盤手、作曲家。[34]
- 阿爾維德·雅各布森（挪威語：Arvid Jacobsen），75歲，挪威報紙編輯。[35]

### 24日
- 韦江宏，52岁，中国安徽铜陵有色金属集团董事长、党委书记，坠楼身亡[36]。
- 大衛·泰勒（David Taylor），60歲，蘇格蘭律師，前蘇格蘭足球總會會長與歐洲足球聯盟秘書長。[37]
- 拉蒙·何塞·貝拉斯克斯·穆希卡（西班牙語：Ramón José Velásquez），97歲，委內瑞拉政治人物，前委內瑞拉代理總統。[38]
- 彭钢，75岁，中国人民解放军少将，中国人民解放军总政治部纪律检查部原部长，彭德怀的侄女[39]。
- 奥尔加·科泰乌科（Olga Kotelko），95歲，加拿大運動員，死於顱內腦出血。[40]
- 卓拔·沃迪納（Chip Wadena），75歲，美國部落族長（歐及布威族）、前白土印第安人保留地（英语：White Earth Indian Reservation）首領。[41]
- 伊萊·沃勒克（Eli Wallach），98歲，美國電影、電視及舞台劇演員（《黃昏三鑣客》、《豪勇七蛟龍》）[42]
- 張王培五，106歲，澎湖七一三事件受害校長張敏之先生的遺孀[43]

### 23日
- 小松一郎（日語：小松 一郎），63歲，日本外交官，前内閣法制局長官（日语：内閣法制局長官）。[44]
- 瑪高莎·布朗尼（波蘭語：Małgorzata Braunek），67歲，波蘭女演員，死於癌症。[45]
- 南希·嘉頓（Nancy Garden），76歲，美國作家與LGBT活動家。[46]
- 保拉·肯特·米漢（Paula Kent Meehan），82歲，美國髮製品高管、報紙擁有者和慈善家。[47]

### 22日
- 格熱戈日·奈普（波蘭語：Grzegorz Knapp），35歲，波蘭沙地摩托車和冰上摩托車騎手。[48]
- 福阿德·阿雅米（阿拉伯語：فؤاد عجمي），68歲，黎巴嫩裔美國政治學家和作家，死於癌症。[49]
- 費利克斯·丹尼士（Felix Dennis），67歲，英國詩人和出版商，死於咽喉癌。[50]
- 梯尼·哈吉斯（Teenie Hodges），68歲，美國節奏藍調結他手及作曲家，死於肺氣腫併發症。[51]
- 羅摩·納拉亞南，65歲，印度電影導演，製片人和政治人物，死於腎衰竭。[52]
- 史蒂夫·羅西（Steve Rossi），82歲，美國喜劇演員，死於癌症。[53]
- 胡大卫，台湾配音导演、配音演员，曾为《灌篮高手》中的赤木刚宪和三井寿配音，死於心脏病突发[54]。

### 21日
- 石川要三，88歲，日本政治人物，前防衛廳長官及众议院議員，死於肺炎。[55]
- 東江一紀，62歲，日本翻譯家。[56]
- 格里·康倫（Gerry Conlon），60歲，北愛爾蘭作家和人權活動家。[57]
- 沃爾特·基貝爾（德語：Walter Kieber），83歲，列支敦斯登政治人物，前首相。[58]
- 吉米·C·紐曼（Jimmy C. Newman），86歲，美國鄉村音樂歌手，死於癌症。[59]
- 黃和聯，55歲，馬來西亞政治人物，前诗巫国会議員，因腦癌逝世。[60]

### 20日
- 亞羅斯拉夫·沃爾特（捷克語：Jaroslav Walter），75歲，捷克冰球運動員。[61]
- 吉姆·巴姆貝爾（Jim Bamber），66歲，英國漫畫家，死於癌症。[62]
- 奧貝丹·卡塔尼（葡萄牙語：Oberdan Cattani），95歲，巴西足球運動員。[63]
- 弗洛里卡·拿域（羅馬尼亞語：Florica Lavric），52歲，羅馬尼亞划船運動員，死於癌症。[64]
- 穆哈·蘇門勒古（土耳其語：Murat Sökmenoğlu），69歲，土耳其政治人物。[65]

### 19日
- 格里·戈芬（Gerry Goffin），75歲，美國摇滚名人堂作詞人成員。[66]
- 亞伯拉罕·沙洛姆（希伯來語：אַבְרָהָם שָׁלוֹם בֵּנְדּוֹר），86歲，美國裔以色列安全官員，前以色列國家安全局局長。[67]
- 約翰·雪花（John Schiffer），68歲，美國政治人物，前懷俄明州參議院（英语：Wyoming Senate）議員，死於肝癌。[68]
- 伊布拉希姆·圖雷（法語：Ibrahim Oyala Touré），28歲，象牙海岸足球運動員，死於癌症。[69]
- 劉嘉麟，30歲，香港名廚，有「少年廚神」之稱，燒炭自殺身亡。[70]
- 砂田一郎（日語：砂田 一郎），77歲，日本政治學家，前學習院大學法學教授。[71]
- 森川絹枝（日語：森川 絹枝），62歲，日本政治人物、商人，前神奈川縣愛甲郡愛川町長。[72]

### 18日
- 弗拉基米爾·波波夫金（英语：Vladimir Popovkin），56歲，前俄罗斯联邦航天局局長。[73]
- 霍勒斯·席爾佛（Horace Silver），85歲，美國爵士樂鋼琴家。[74]
- 斯蒂芬妮·克沃勒克（Stephanie Kwolek），90歲，美國化學家，克維拉發明者。[75]
- 克蕾兒·馬丁（Claire Martin），100歲，加拿大作家。[76]
- 傑弗里·韋翰（Jeffry Wickham），80歲，英國演員（《天使薇拉卓克》）。[77]（死亡發現日期）

### 17日
- 斯坦利·馬希三世（Stanley Marsh 3），76歲，美國藝術家和慈善家。[78]
- 豪爾赫·羅莫（西班牙語：Jorge Romo），90歲，墨西哥足球運動員（國家隊）。[79]
- 拉瑞·賽德爾（Larry Zeidel），86歲，加拿大曲棍球運動員（底特律紅翼、芝加哥黑鷹、費城飛人）。[80]
- 阿诺德·S·雷尔曼（Arnold S. Relman），91歲，美國醫生、編輯（《新英格蘭醫學雜誌》）及保健活動家，死於癌症。[81]
- 馮丹龢，78歲，中華民國總統馬英九大姐馬以南之夫，死於心肌梗塞。[82]

### 16日
- 湯尼·關恩（Anthony Keith "Tony" Gwynn, Sr.），54歲，美國職棒大聯盟球員、棒球名人堂成員，唾液腺癌（英语：Salivary gland neoplasm）[83]。
- 王文元，83岁，第九届全國政協副主席，九三学社第十届中央委员会常务副主席、第十一届中央委员会名誉副主席[84]。
- 坎迪多·穆阿特特馬·里瓦斯（西班牙語：Cándido Muatetema Rivas），54歲，前赤道幾內亞總理。[85]

### 15日
- 丹尼爾·凱斯（Daniel Keyes），86歲，美國科幻小說作家，代表作有《獻給阿爾吉儂的花束》。[86]
- 薩達·法茲魯爾·卡里姆，89歲，巴基斯坦、孟加拉政治人物、政治犯與學術和文學翻譯家，死於多重器官衰竭。[87]
- 凱西·格森（Casey Kasem），82歲，美國電台騎師和配音演員，死於路易氏體型失智症。[88]
- 吉安卡羅·達諾瓦（義大利語：Giancarlo Danova），75歲，意大利足球運動員。[89]
- 雷·福克斯（Ray Fox），98歲，全國運動汽車競賽協會發動機製造商和車隊老闆、國際賽車名人堂成員，死於肺炎。[90]
- 安德烈·哈爾洛夫（俄語：Андрей Харлов），45歲，俄羅斯國際象棋大師。[91]
- 莫伊茲·薩夫拉（西班牙語：Moise Safra），79歲，敘利亞裔巴西億萬富翁、金融家，死於柏金遜症。[92]
- 穆罕默德·巴吉爾·設拉子（波斯語：السيد محمد باقر شيرازي），82歲，伊朗大阿亞圖拉。[93]
- 徐祥龄，83岁，香港义工，东莞“民工服务之父”，死於脑动脉破裂[94]。

### 14日
- 泰倫迦納·夏琨塔拉，63歲，印度喜劇女演員。[95]
- 山姆·凱里（Sam Kelly），70歲，英國女演員（《法國小館兒》），死於癌症。[96]
- 羅伯特·李貝克（德語：Robert Lebeck），85歲，德國攝影記者。[97]
- 弗朗西斯·馬修斯（Francis Matthews），86歲，英國電影和電視演員（《超空人》、《科學怪人的復仇》）。[98]
- 艾弗·門多薩（Ivor Mendonca），79歲，圭亚那板球運動員，死於喉嚨和前列腺癌。[99]
- 羅德尼·托馬斯（Rodney Thomas），41歲，美國美式足球運動員（田納西泰坦）。[100]
- 张伟，36岁，中国四川甘孜州新龙县委政法委维稳办副主任，遭枪击身亡[101]。

### 13日
- 馬克·巴林傑（Mark Ballinger），65歲，美國棒球運動員（克里夫蘭印地安人）。[102]
- 馬赫迪·埃爾曼傑拉（阿拉伯語：مهدي المنجرة），81歲，摩洛哥經濟學家和未來學家。[103]
- 格罗希奇·久洛（匈牙利語：Grosics Gyula），匈牙利足球運動員（布達佩斯捍衛者、國家隊）和經理人。[104]
- 吉姆·凱斯（Jim Keays），67歲，澳洲搖滾音樂家，死於肺炎多發性骨髓瘤併發症。[105]
- 羅伯特·彼得斯（Robert Peters），89歲，美國詩人、評論家、學者、劇作家、編輯和演員。[106]
- 理察·洛克斐勒（Richard Rockefeller），65歲，美國醫生、億萬富翁，洛克斐勒家族繼承人，飛機失事身亡。[107]
- 傑克·勒塞爾（Jack Roeser），90歲，美國工程師，發明家，製造業高管和政治活動家。[108]
- 平野忠彥（日語：平野 忠彦），76歲，日本演員、歌劇歌手。[109]
- 山中裕（日語：山中 裕），93歲，日本史學、日本古代文化學者。[110]

### 12日
- 吴平，57岁，浙江大学副校长，死於车祸[111]。
- 永谷脩（日語：永谷 脩），68歲，日本體育記者，死於急性白血病。[112]
- 弗蘭克·席爾馬赫爾（德語：Frank Schirrmacher），54歲，德國記者、散文家、作家和報社社長（《法蘭克福彙報》）。[113]
- 市川宏（日語：市川 宏），77歲，日本中國文學學者。[114]
- 唐·貝內特（Don Bennett），80歲，英國板球運動員和教練。[115]
- 納比勒·赫馬尼（法語：Nabil Hemani），34歲，阿爾及利亞足球運動員（JS卡比爾、ES塞蒂夫、國家隊）。[116]
- 卡拉·萊姆拉（Carla Laemmle），104歲，美國女演員（《歌劇魅影》、《紅伶秘史》）。[117]
- 卡根·馬漢塔（阿萨姆语：খগেন মহন্ত），72歲，印度民謠歌手，死於心臟疾病。[118]
- 恩佐·帕斯托（Enzo Pastor），32歲，菲律賓賽車手，中槍身亡。[119]
- 吉米·斯科特（Jimmy Scott），88歲，美國爵士歌手。[120]
- 李飞，95歲，中国人民银行原副行长、党组副书记。[121]
- 俞炳彥（韓語：유병언），韓國清海鎮海運公司會長、世越號船東。（遺體發現日）[122]

### 11日
- 杜修贤，88歲，中國著名攝影師、記者。[123]
- 埃德蒙·布呂格曼（德語：Edmund Bruggmann），71歲，瑞士高山滑雪運動員，死於白血病併發症。[124]
- 拉斐爾·弗呂貝克·德·布爾戈斯（西班牙語：Rafael Frühbeck de Burgos），80歲，西班牙指揮家和作曲家，死於癌症。[125]
- 夏爾·戈蒂耶（法語：Charles Gautier），69歲，法國政治人物，前大西洋羅亞爾省省長，死於結腸癌。[126]
- 第十四世夏瑪巴·米龐確吉羅佐，61歲，藏傳佛教噶瑪噶舉派的第十四世夏瑪巴，死於急性心臟病。[127]
- 哈里勞·沙（Harilal Shah），71歲，肯尼亞板球運動員、經理人與隊伍隊長。[128]
- 倉田紘文（日語：倉田 紘文），74歲，日本俳人。[129]
- 岩橋邦枝（日語：岩橋 邦枝），79歲，日本小說家，死於腹膜炎。[130]
- 露比·蒂（Ruby Dee），91歲，美國女演員（美國黑幫）。[131]
- 中川博之（日語：中川 博之），77歲，日本作曲家、歌手。 [132]

### 10日
- 托里比奧·阿奎萊拉（西班牙語：Toribio Aguilera），73歲，洪都拉斯經濟學家和政治人物，死於癌症。[133]
- 加里·吉爾摩（Gary Gilmour），62歲，澳洲板球對抗賽運動員。[134]
- 羅伯特·亞瑟·亞歷克西（Robert Arthur Alexie），56歲，加拿大庫欽族（英语：Gwich'in）政治人物和小說家。[135]
- 傑拉德·尼古拉斯·麥亞里士打（Gerald Nicholas McAllister），91歲，美國聖公會主教，前聖公會奧克拉荷馬教區（英语：Episcopal Diocese of Oklahoma）主教。[136]

### 9日
- 貝爾納德·阿格雷（法語：Bernard Agré），88歲，象牙海岸羅馬天主教樞機、天主教阿比让总教区荣休总主教。[137]
- 金興洙（韓語：김흥수），94歲，南韓和諧主義畫家。[138]
- 里克·梅耶爾（Rik Mayall），56歲，英國喜劇演員、作家和演員，曾於《哈利波特：神秘的魔法石》中，飾演「皮皮鬼」一角，死於急性心臟病。[139][140]
- 哈里斯·布萊克（Harris Blake），84歲，美國政治人物，前北卡罗来纳州参议院議員。[141]
- 朱尼·唐拉維（Junie Donlavey），90歲，國際賽車名人堂成員，死於阿兹海默病。[142]
- 萊因哈德·賀克納（德語：Reinhard Höppner），65歲，德國政治人物，前萨克森-安哈尔特副首長。[143]
- 鮑伯·威爾士（Bob Welch），57歲，美國棒球運動員（洛杉矶道奇、奧克蘭運動家）。[144]
- 孙绳武，97岁，中国著名出版家、翻译家、人民文学出版社原副总编辑[145]。

### 8日
- 亞歷山大·伊米奇，111歲，美國最長壽男人瑞。自然死亡。[146]
- 桂宮宜仁親王（日語：桂宮宜仁親王），66歲，日本皇族，今上天皇明仁堂弟，死於急性心力衰竭。[147]
- 裴春姬（韓語：배춘희），91岁，韩国慰安妇受害者[148]。
- 哈羅德·羅素·馬多克（Harold Russell Maddock），96歲，澳洲騎師。[149]
- J·史丹利·馬歇爾（J. Stanley Marshall），91歲，美國教育家，前佛羅里達州立大學校長。[150]

### 7日
- 梁國聚，67歲，中共广东省委原常委、省委政法委原书记，省政协第九、十届副主席[151]。
- 朵拉·阿庫尼利（Dora Akunyili），59歲，尼日利亞政治人物和學者，死於癌症。[152]
- 弗納蘭杜（葡萄牙語：Fernandão），36歲，巴西足球運動員（國際體育會、國家隊），直升機失事。[153]
- 珍·葛雷（Jane Gray），112歲，蘇格蘭裔澳洲超級女人瑞。[154]
- 雅克·埃蘭（法語：Jacques Herlin），86歲，法國演員（《人神之間》）。[155]
- 艾帕内特·姆貝基（Epainette Mbeki），98歲，南非反種族隔離活動家。[156]

### 6日
- 杨贵贞，中国免疫学家和医学教育家、中国免疫学会原副理事长、吉林大学（原白求恩医科大学）基础医学院免疫学系原主任。[157]
- 達里奧·巴里奧（西班牙語：Darío Barrio），42歲，西班牙電視台廚師，死於定點跳傘事故。[158]
- 阿多·巴耶羅（Ado Bayero），83歲，尼日利亞酋長、政治人物和外交家，死於癌症。[159]
- 凱倫·德克奧（Karen DeCrow），76歲，美國民權活動家、律師和作家，死於黑色素瘤。[160]

### 5日
- 陈白峰，55岁，中国山东省潍坊市常务副市长，自缢身亡[161]。
- 雷于爾夫·斯特恩（挪威語：Reiulf Steen），80歲，挪威政治人物及外交官。[162]
- 桑尼·賽樂爾（Sonny Seiler），86歲，美國吉祥物所有者和教練員。[163]
- 王天就，30岁，2006年香港先生参赛选手，病逝[164]。

### 4日
- 何佐芝，95歲，香港商業電台創辦人兼名譽主席，死於膀胱癌。[165]
- 益本康男（日語：益本 康男），66歲，日本企業家，前久保田總經理。[166]
- 尼遜博士（Doc Neeson），67歲，澳洲音樂人，死於腦腫瘤。[167]
- 沃爾特·溫克勒（波蘭語：Walter Winkler），71歲，波蘭足球運動員（比托姆波蘭人、國家隊）。[168]
- 唐·季默（Don Zimmer），83歲，美國棒球運動員和經理人，死於心臟手術併發症。[169]
- 若瑟·貝費·阿特巴（法語：Joseph Befe Ateba），52歲，喀麥隆羅馬天主教主教，前天主教克里比教區主教。[170]
- 約翰·貝克（John Baker），86歲，英國聖公會主教，前索爾茲伯里主教（英语：Bishop of Salisbury）。[171]
- 切斯特·內茲（Chester Nez），93歲，美國納瓦霍代碼講話者（英语：Code talker）（即“风语者”），曾獲國會金質獎章，死於腎衰竭。[172]
- 林隆三（林 隆三），70歲，日本演員。[173]

### 3日
- 斯維亞托斯拉夫·貝爾扎（俄語：Святосла́в Бэ́лза），72歲，俄羅斯音樂和文學評論家。[174]
- 艾爾敦·格里菲斯爵士（Sir Eldon Griffiths），89歲，英國政治人物。[175]
- 卡爾·哈里斯（Karl Harris），34歲，英國電單車賽車手，死於比賽事故。[176]
- 丸谷金保（日語：丸谷 金保），94歲，日本政治人物，前日本參議院北海道選舉區議員及北海道中川郡池田町町長。[177]
- 植田逸子（日語：植田 いつ子），85歲，日本服裝設計師。[178]
- 羅伊·M·古德曼（Roy M. Goodman），84歲，美國政治人物，前紐約州參議院議員，死於呼吸衰竭。[179]
- 詹姆斯·艾倫·謝爾頓（James Alan Shelton），53歲，美國藍草音樂結他手，死於癌症。[180]

### 2日
- 安讓·達斯（Anjan Das），62歲，印度電影導演，死於肝癌。[181]
- 立間祥介（日語：立間 祥介），86歲，日本中國文學學者，死於肺癌。[182]
- 伊維卡·布爾齊奇，73歲，塞爾維亞足球運動員（澤列茲尼察、伏伊伏丁那）與經紀人（皇家馬略卡、利马联盟、奥萨苏纳竞技）。[183]
- 詹姆斯·E·凱勒（James E. Keller），71歲，美國法官，前肯塔基州最高法院（英语：Kentucky Supreme Court）法官，死於癌症。[184]
- 尼古萊·赫連科夫（俄語：Никола́й Хренко́в），29歲，俄羅斯奧運雪車運動員，交通意外。[185]
- 馬默·雷利（Mame Reiley），61歲，美國政治戰略家，死於癌症。[186]
- 亞歷山大·舒爾金（Alexander Shulgin），88歲，美國藥理學家和化學家，MDMA研究先驅，死於肝癌。[187]
- 西田吾郎（日語：西田 吾郎），75歲，日本鑽研拓撲學的數學家。[188]
- 王以华，68岁，清华大学经济管理学院教授。[189]

### 1日
- 歡歡，本名于佳卉，43歲，台灣女歌手，偶像團體「憂歡派對」成員，自殺身亡。[190][191]
- 安·B·戴維斯（Ann Bradford Davis），88歲，美國女演員，以電視喜劇脫線家族（英语：The Brady Bunch）聞名，跌倒後引發的頭部外傷而死。[192]
- 那珂太郎（日語：那珂 太郎），92歲，日本詩人，死於肺炎。[193]
- 馬里紐·沙加斯（葡萄牙語：Marinho Chagas），62歲，巴西足球運動員（保地花高、國家隊），死於消化道出血。[194]
- 海因里希·法施應（德語：Heinrich Fasching），85歲，奧地利羅馬天主教主教，前天主教聖帕爾滕教區輔理主教。[195]
- 卡爾海因茨·哈克爾（德語：Karlheinz Hackl），65歲，奧地利演員（《蘇菲亞的選擇》），死於惡性腦瘤。[196]
- 中澤真弓（日語：中澤 まゆみ），92歲，被囚禁日裔美國人民權活動家，自然逝世。[197]
- 傑·萊克（Jay Lake），49歲，美國演員，死於大腸癌。[198]
- 瓦倫丁·曼金（烏克蘭語：Валентин Манкин），75歲，烏克蘭水手及奧運帆船比賽選手。[199]
- 勞倫斯·G·米勒（Lawrence G. Miller），78歲，美國政治人物，前康涅狄格州众议院議員。[200]
- 湯姆·隆斯（Tom Rounds），77歲，美國電台節目製作人及行政人員。[201]
- 張豐緒，87歲，中華奧會主席（1987-1988）。[202]
- 居素甫·玛玛依，96岁，中国玛纳斯奇，被称为“活着的荷马”。[203]